# باويبلا دي لا كالزادا
بلدية باويبلا دي لا كالزادا (بالإسبانية: Puebla de la Calzada)‏, هي إحدى بلديات مقاطعة بطليوس, التي تقع في منطقة إكستريمادورا, والتي تقع في غرب إسبانيا.
يبلغ عدد سكانها 5.527 نسمة وفقاً لإحصائية سنة (2002).